# Cerkiew Świętych Apostołów Piotra i Pawła w Ełku
Cerkiew pod wezwaniem Świętych Apostołów Piotra i Pawła – prawosławna cerkiew parafialna w Ełku. Należy do dekanatu Białystok diecezji białostocko-gdańskiej Polskiego Autokefalicznego Kościoła Prawosławnego.

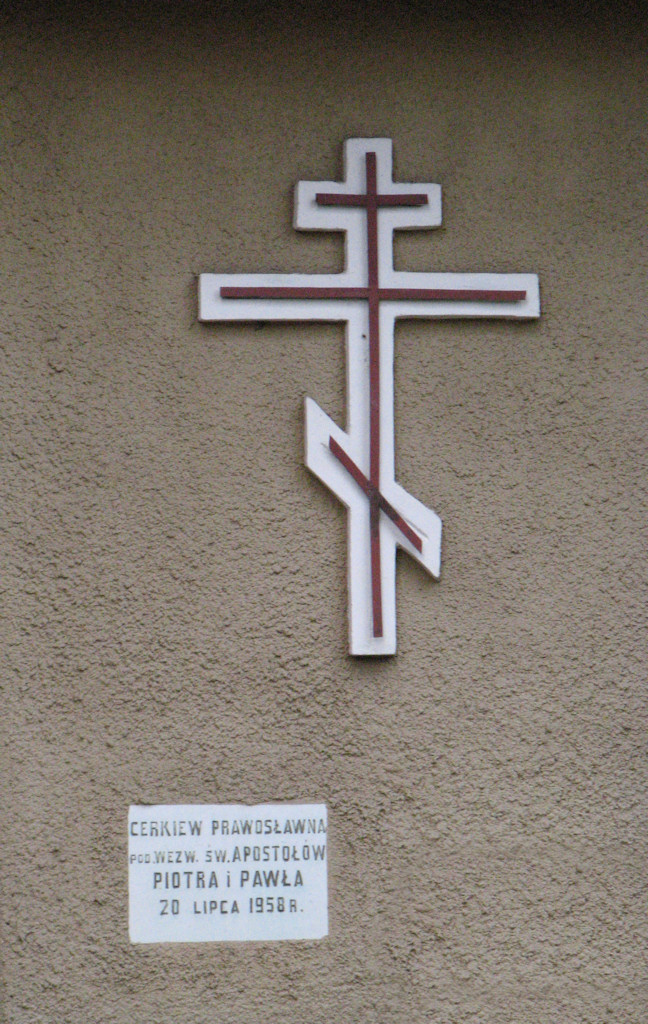
Ośmioramienny krzyż oraz tablica upamiętniająca erygowanie parafii prawosławnej – na ścianie przedsionka

Świątynia zlokalizowana przy ulicy Marii Konopnickiej, w dawnym budynku szpitalnym z początku XX wieku. Budynek w latach 1958–1959 adaptowano na potrzeby liturgii prawosławnej. W 1983 przebudowano elewację świątyni, a w 1996 gruntownie wyremontowano wnętrze. Obecny ikonostas (wykonany na początku XXI w.) umieszczono w cerkwi w 2004.
We wrześniu 2015 rozpoczęto gruntowny remont (połączony z przebudową) obiektu. 22 kwietnia 2016 zamontowano jedną z trzech kopuł, o wymiarze 2,5 m średnicy i ważącej 0,5 t. W przyszłości zostaną umieszczone dwie kolejne kopuły.